# Maia Sandu
Maia Sandu (n. 24 mai 1972, Risipeni, raionul Fălești, RSS Moldovenească, URSS) este o economistă și politiciană pro-europeană din Republica Moldova, care deține funcția de președintă a Republicii Moldova începând cu 24 decembrie 2020, după ce a câștigat alegerile prezidențiale din 2020 și a fost realeasă, pentru al doilea mandat, în 2024. 
A exercitat funcțiile de prim-ministru al Republicii Moldova în perioada 8 iunie–14 noiembrie 2019 (Guvernul Maia Sandu) și de ministru al Educației în intervalul 24 iulie 2012–30 iulie 2015. A fost membră a parlamentului între 2014–2015 și în 2019. Este prima femeie aleasă președinte al Republicii Moldova.

## Biografie

### Copilărie și studii
Maia Sandu s-a născut pe 24 mai 1972, în satul Risipeni, raionul Fălești, RSS Moldovenească, URSS (astăzi în Republica Moldova), în familia lui Grigore și Emilia Sandu.
Între anii 1989 și 1994 a studiat la Academia de Studii Economice a Moldovei (ASEM), Facultatea de Management. Din 1995 până în 1998 a studiat relații internaționale la Academia de Administrare Publică de pe lângă Președintele Republicii Moldova. În perioada 2009−2010 a studiat la John F. Kennedy School of Government⁠(en)[traduceți] (SUA), obținând titlul de Master în administrație publică. Între 2010 și 2012, Maia Sandu a activat în calitate de consilier al Directorului Executiv la Banca Mondială, în Washington DC, SUA. 

### Activitate politică

#### Ministru al educației
Maia Sandu a fost ministru al educației în Republica Moldova, între 24 iulie 2012 și 30 iulie 2015, în trei guverne consecutive: Filat II, Leancă și Gaburici, fiind susținută în funcție de PLDM.
Pe 7 septembrie 2014, în cadrul unui miting organizat de Partidul Liberal Democrat din Moldova, Maia Sandu a declarat că aderă la partid (împreună cu Natalia Gherman). Totuși, la o emisiune TV din mai 2015, ea a precizat: „Am decis să ader la acest partid pentru că m-a sprijinit în toate reformele pe care le-am implementat în domeniul educației. Eu nu mi-am formalizat neapărat relația cu echipa, fac parte din partid, dar oficial, pe hârtie, nu sunt membră a PLDM”.
Pe vremea în care a fost ministră a educației, Maia Sandu s-a ocupat de reforma sistemului de învățământ din Moldova, printre care introducerea sistemelor de supraveghere și a aparatelor de bruiaj în cadrul examenului de Bacalaureat. Deși a fost considerată o măsură nepopulară în rândul elevilor, aceasta le-a transmis elevilor următoarea frază: „mai bine camere video, decât Centrul Național Anticorupție”.
În perioada în care a fost ministră, Maia Sandu s-a ocupat de anchetarea șefului guvernului din care făcea parte, Chiril Gaburici. În data de 19 martie 2015, aceasta a venit în plenul Parlamentului Republicii Moldova, declarând că pe baza cercetărilor efectuate, Chiril Gaburici a promovat trei probe ale Bacalaureatului din 1995, iar la ultimele două nu s-a mai prezentat. În urma examinărilor, a fost dovedită falsificarea documentelor care atestau studiile lui Gaburici. Chiril Gaburici a demisionat din funcția de prim-ministru al Republicii Moldova în iunie.

#### Candidat la funcția de prim-ministru în 2015

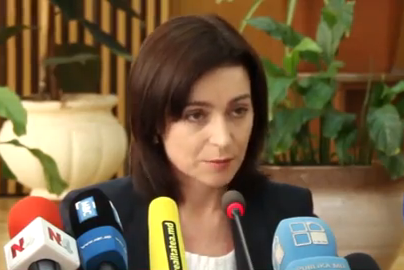
Maia Sandu în 2015

După demisia lui Chiril Gaburici din funcția de prim-ministru în iunie 2015, Natalia Gherman a asigurat interimatul pentru aproximativ o lună de zile, timp în care se desfășurau negocierile pentru formarea Alianței pentru Integrare Europeană – 3. La 23 iulie 2015, Maia Sandu a fost desemnată candidat al PLDM la funcția de Prim-ministru al Republicii Moldova. Totuși, după ce într-un timp scurt a pus mai multe condiții pentru a accepta funcția (printre care numirea unui alt guvernator la BNM, fie fosta ei colegă de la Banca Mondială, Veronica Bacalu, fie un american, dar și un procuror general european), celelalte două componente ale alianței (PDM și PL) au lăsat să se înțeleagă că nu o vor susține. Partidul Liberal Democrat din Moldova a fost nevoit să înainteze o altă candidatură în locul Maiei Sandu, pe Valeriu Streleț, vicepreședintele PLDM, a cărui candidatură a fost discutată și a întrunit consensul în cadrul alianței. După învestirea guvernului Streleț, fiind invitată la emisiunea În PROfunzime de pe postul Pro TV Chișinău, Maia Sandu a declarat că i s-a oferit posibilitatea să aleagă unul dintre două portofolii ministeriale, dar a refuzat pentru că nu ar fi avut sprijinul alianței.

#### Fondarea PAS
Spre sfârșitul anului 2015 s-a distanțat de PLDM, declarând că își dorește o „clasă politică care să iubească poporul mai mult decât propriul buzunar”. Pe 23 decembrie 2015 și-a lansat propria platformă care urma să devină partid, intitulată „În /pas/ cu Maia Sandu”. Ulterior, la începutul lunii ianuarie 2016 s-a aflat că denumirea viitorului partid urmează să fie „Partidul Acțiune și Solidaritate”.

#### Alegerile prezidențiale din 2016
La 31 august 2016, Maia Sandu a fost desemnată oficial candidat la funcția de președinte al Republicii Moldova de către Consiliul Politic Național, de asemenea, în aceeași zi, a fost constituit grupul de inițiativă de colectare a semnăturilor, care număra 99 de persoane, fiind condus de către Igor Grosu. Pe data de 2 septembrie Comisia Electorală Centrală a înregistrat grupul de inițiativă.
Pe 22 septembrie s-au depus la CEC 24832 de semnături în susținerea candidatului PAS - Maia Sandu (nr. minim admisibil fiind de 15 mii, iar maxim de 25 de mii). Pe 29 septembrie Maia Sandu a fost înregistrată drept concurent electoral, dat fiind că 22181 de semnături au fost declarate valabile.
În octombrie Maia Sandu a fost desemnată candidatul comun al dreptei proeuropene și anti oligarhice (PAS, PLDM și PPDA) în alegerile prezidențiale din Republica Moldova.
În turul I de scrutin, care s-a desfășurat pe 30 octombrie și în care au participat 9 candidați, Maia Sandu a reușit să acumuleze 549.152 de voturi, ceea ce reprezenta 38,71%, fiind surclasată doar de Igor Dodon, care a reușit să acumuleze 47,98% din sufragii. Dat fiind că nu a fost întrunită majoritatea de 50% + 1 vot din primul tur, s-a desfășurat un alt tur pe 13 noiembrie 2016, între Maia Sandu și Igor Dodon. În turul II, Maia Sandu de asemenea s-a plasat pe locul 2, de această dată obținând 766.593 de voturi (47,89%), în timp ce Igor Dodon a dobândit 834.081 de voturi (52,11%).

#### Guvernul Maia Sandu
În data de 8 iunie 2019 a fost desemnată și aleasă în funcția de Prim-ministru al Republicii Moldova. În aceeași zi Curtea Constituțională a Republicii Moldova a declarat neconstituțională desemnarea Maiei Sandu în funcția de prim-ministru.
A izbucnit o criză politică, guvernul Filip refuzând să predea puterea. În cele din urmă, Curtea Constituțională și-a anulat deciziile pe 15 iunie, Plahotniuc a părăsit țara și guvernul Sandu a rămas singurul guvern legal.
Pe 12 noiembrie 2019, guvernul condus de Maia Sandu a fost demis prin moțiune de cenzură, înaintată de PSRM, votată în cadrul ședinței Parlamentului de 63 de deputați din fracțiunile PSRM și PDM.

#### Alegerile prezidențiale din 2020

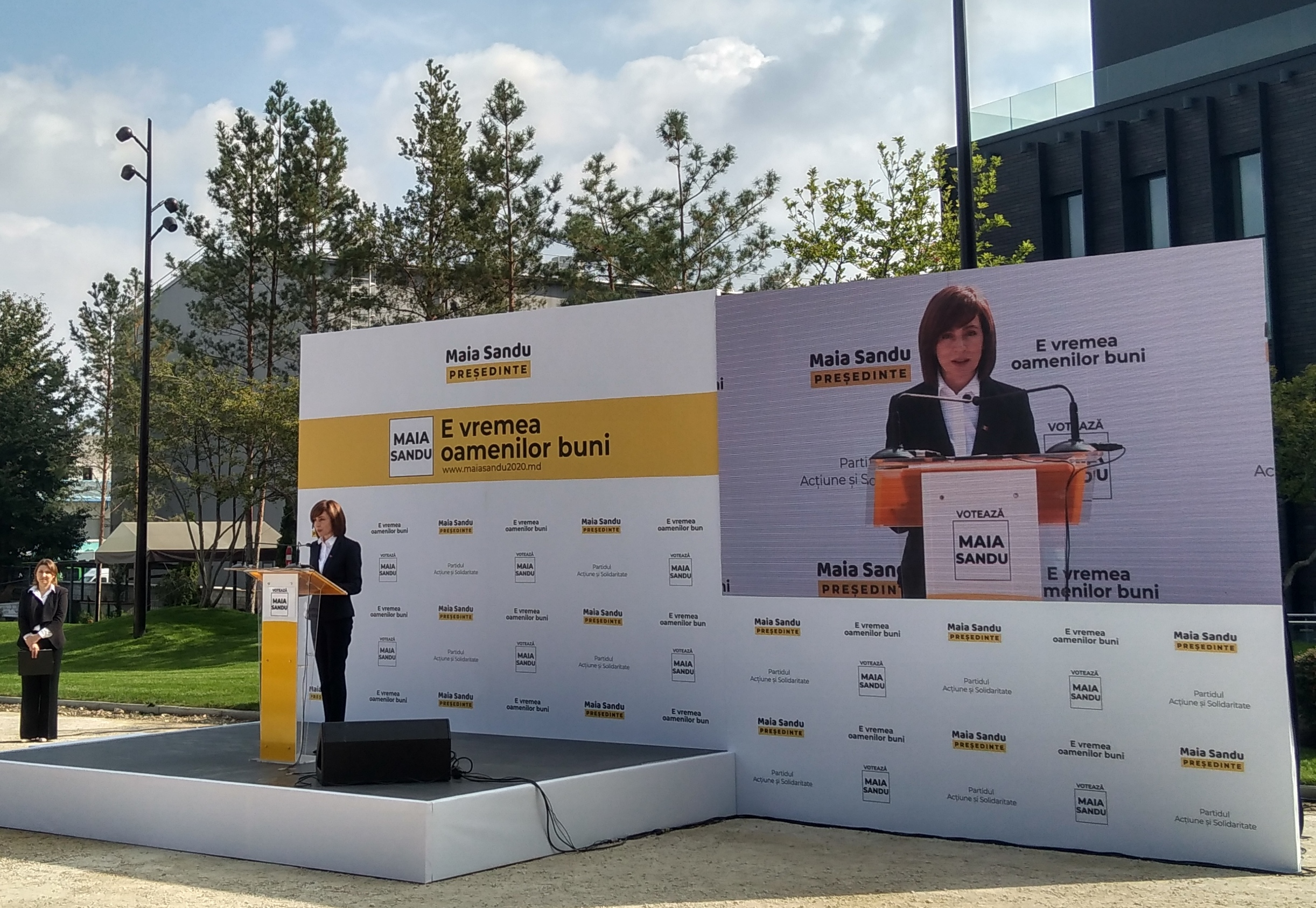
Lansarea în campania electorală, 2 octombrie 2020

La alegerile prezidențiale din 2020, Sandu și-a înaintat din nou candidatura, decizia fiind luată în cadrul partidului său. De această dată, partidele care o susținuseră în alegerile din 2016, în cadrul unei alianțe care avea să devină Blocul ACUM, și-au înaintat proprii candidați: Tudor Deliu (PLDM) și Andrei Năstase (PPDA).
Comisia Electorală Centrală a acceptat candidatura sa pe 30 septembrie. Două zile mai târziu, Sandu s-a lansat oficial în campania electorală.

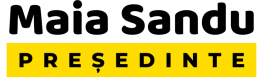
Sigla de campanie a Maiei Sandu în 2020

După primul tur al alegerilor, Sandu a obținut cel mai mare punctaj, 36,16%, devansându-l pe președintele în exercițiu Igor Dodon cu 3,5 puncte procentuale. A doua zi după anunțarea rezultatelor, candidații de dreapta Andrei Năstase, Octavian Țîcu, Dorin Chirtoacă și Tudor Deliu și-au exprimat sprijinul pentru Sandu în turul doi.
În turul doi, din data de 15 noiembrie, Maia Sandu a acumulat 57,72% (943.006 voturi). Curtea Constituțională a validat mandatul său pe 10 decembrie.

## Viziuni politice
Maia Sandu este cunoscută drept fondatoarea Partidului Acțiune și Solidaritate, partid pe care l-a anunțat în 2015, înregistrarea oficială având loc în anul 2016. În programul partidului este precizat în mod clar că partidul se poziționează pe eșichierul de centru-dreapta, adoptând doctrina liberalismului social. De asemenea, ea este cunoscută pentru faptul că este o susținătoare a integrării europene a Republicii Moldova, făcând chiar parte în guvernele Alianței pentru Integrare Europeană. A fost afiliată Partidului Liberal Democrat din Moldova, partid care susține liberalismul și conservatorismul. De asemenea, este cunoscut și faptul că Sandu deține și cetățenia României și este o susținătoare a unirii Republicii Moldova cu România.
Maia Sandu a declarat în trecut că obiectivul ei este „să facă oamenii să creadă din nou în țara lor” indiferent de pozițiile lor politice: pentru sau împotriva aderării la Uniunea Europeană, Uniunea Euroasiatică, NATO ori reunirii cu România.

### Unirea Republicii Moldova cu România
Pe 1 februarie 2016, Maia Sandu a declarat că „Dacă ar avea loc un referendum pentru unire (n.n.: unirea cu România), personal aș vota «Da».”
Într-o emisiune televizată, Maia Sandu a declarat că unirea este un proiect care necesită o majoritate covârșitoare a cetățenilor care să fie de acord cu el, pe când sondajele arătau la acel moment că doar 30-40% din cetățeni ar fi de acord cu unirea. Pe vremea când era lideră a PAS, aceasta a declarat că nu este de acord cu unirea cu România pentru aderarea în Uniunea Europeană, pentru că UE nu va accepta înglobarea unui teritoriu cu probleme de integritate teritorială, cu probleme în justiție și care nu are stat de drept. Tot în 2017, Maia Sandu a declarat că Unirea nu se poate face ca în 1918, când Sfatul Țării a votat pentru alipirea la România, ci de data aceasta singura metodă ar fi cea a referendumului, în care cetățenii să-și exprime poziția pentru sau împotrivă asupra proiectului de unificare.
Pe fondul tensiunilor din Transnistria, cauzate în urma invaziei militare ruse din Ucraina, Maia Sandu a declarat că unirea este un lucru pe care-l pot decide cetățenii și că Moldova este o țară democratică și asemenea decizii le iau doar cetățenii într-un mod democratic.

### Aderarea la NATO
Deși este o susținătoare a integrării europene și a unirii cu România, Maia Sandu a declarat că Republica Moldova este o țară neutră, așa cum prevede Constituția și că nimeni nu va schimba acel statut în acest moment. Atitudinea politică a fost dublată de cea a prim-ministrului Natalia Gavrilița, care a declarat într-un interviu pentru CNN că Republica Moldova nu urmărește aderarea la NATO.
În timpul războiului din Ucraina, Maia Sandu a reafirmat faptul că Republica Moldova este un stat neutru și că statul va susține financiar realizare unei armate profesioniste, moderne și dotate, pentru că o armată performantă aduce avantaje, precum libertatea de decizie a unui stat și posibilitatea luării unor opțiuni strategice. Mai mult decât atât, a susținut că abordarea temei de aderare la NATO este o provocare în contextul menținerii neutralității pe fondul instabilității din regiune.

### Aderarea la Uniunea Europeană
Maia Sandu susține integrarea europeană a Republicii Moldova, aceasta făcând parte din Alianța pentru Integrare Europeană între 2012 și 2015. În calitate de șef al statului, a anunțat pe 2 martie 2022, pe fondul crizei din Ucraina, că Republica Moldova va depune cerere de aderare la Uniunea Europeană, însă a refuzat să precizeze o dată anume. O zi mai târziu, într-o conferință de presă la care a participat alături de Igor Grosu, Președintele Parlamentului Republicii Moldova, și Natalia Gavrilița, Prim-ministrul Republicii Moldova, Maia Sandu a semnat cererea de aderare la Uniunea Europeană.
Pe 2 martie 2022, șefa statului a avut o întrevedere cu Înaltul Reprezentant al UE, Josep Borrell și Comisarul European pentru Vecinătate și Extindere, Olivér Várhelyi. În cadrul unei conferințe, la sfârșitul discuțiilor cu ușile închise, Maia Sandu a declarat că Republica Moldova urmează să depună o cerere de aderare la Uniunea Europeană. La 3 martie 2022, Maia Sandu a semnat cererea de aderare a Republicii Moldova la Uniunea Europeană.
Șefa statului a declarat în timpul tensiunilor din Ucraina și Transnistria că „în aceste momente dificile, realizezi cât de important este să faci parte dintr-o familie mare, unită, puternică, solidară, asta este UE” și că Uniunea Europeană este un proiect de pace și de prosperitate, subliniind avantajele economice, respectiv agricultura și infrastructura.
În mai 2022, Maia Sandu a susținut un discurs în Parlamentul European în care a reconfirmat dorința Republicii Moldova de a adera la Uniunea Europeană și a cerut obținerea statului de țară candidată. În urma alocuțiunii, parlamentarii s-au ridicat și au aplaudat în picioare. Ulterior, a purtat o discuție cu Emmanuel Macron la Palatul Élysée, omologul francez vorbind despre o „comunitate politică europeană”, o anticameră a UE, și și-a exprimat susținerea pentru obținerea statului de țară candidată la aderare în următoarele săptămâni.
La data de 17 iunie 2022, Comisia Europeană a recomandat acordarea statutului de stat candidat Republicii Moldova pentru aderarea în Uniunea Europeană. Pe 23 iunie, Republica Moldova a obținut statutului de țară candidată pentru aderarea în Uniunea Europeană.
La data de 10 aprilie, Maia Sandu într-un briefing de presă a anunțat organizarea Adunării „Moldova Europeană”, pe 21 mai 2023. Evenimentul a avut drept scop susținerea parcursului european al țării. În data de 21 mai, în Piața Marii Adunări Naționale din Chișinău a avut loc Adunarea „Moldova Europeană”, la care a participat președinta Maia Sandu și președinta Parlamentului European Roberta Metsola. Conform datelor Inspectoratului General de Poliție, la eveniment au participat peste 75.000 de oameni, fiind cea mai mare adunare începând cu anul 1991.

### Conflictul transnistrean
În primul an de președinție, Maia Sandu a avut o întâlnirea bilaterală cu Dmitry Kozak, șeful-adjunct al Administrației Federației Ruse, prin care cei doi au hotărât ca depozitul de armament de la Cobasna să fie lichidat. Până în prezent, nu sunt cunoscute evoluțiile în vedere retragerii armamentului rusesc din regiunea transnistreană.
Într-un interviu în timpul războiului ruso-ucrainean din 2022, șefa statului a sugerat că Republica Moldova ar trebui să intre în Uniunea Europeană cu tot cu Transnistria. Mai mult, a susținut faptul că cetățenii din stânga Nistrului refuză aderarea la Uniunea Europeană, dar beneficiază constant și nu renunță la avantajele Acordului de Asociere cu Uniunea Europeană și legăturile comerciale ale regiunii separatiste sunt mult mai strânse cu Uniunea Europeană decât cu Federația Rusă.

### Relațiile cu Federația Rusă
În timpul mandatului de premier, a fost în curs de pregătire vizita oficială a Maiei Sandu la Moscova și întrevederea cu prim-ministrul Dmitry Medvedev, însă aceasta a eșuat în urma demiterii guvernului condus de Sandu în noiembrie 2019.
Campania electorală a Maiei Sandu din 2020 a fost una echilibrată, discursul său subliniind o relație reciproc-avantajoasă cu Federația Rusă, dar și pragmatică. Președintele Federației Ruse, Vladimir Putin, a acuzat-o pe Maia Sandu în 2020 că este cetățean al României și servește intereselor vestului. În schimb, Putin a fost printre primii lideri care i-au adresat felicitări Maiei Sandu în alegerile din 2020 și a recunoscut rezultatul alegerilor.
La sfârșitul lunii martie 2021, Maia Sandu i-a adresat o scrisoare personală președintelui Federației Ruse, Vladimir Putin, prin care i-a cerut ajutorul în gestionarea pandemiei de coronavirus prin trimiterea de vaccinuri Sputnik V, sub formă de donație, în orice cantitate pe care Rusia poate să o ofere. O lună mai târziu, o tranșă de 31.000 de vaccinuri a fost donată în regim special Transnistriei, fără implicarea autorităților guvernamentale de la Chișinău. Deputatul Dumei de Stat, Artiom Turov, a declarat că Vladimir Putin s-a implicat personal.
În august 2021, Dmitry Kozak a fost în vizită la Chișinău, iar alături de Maia Sandu au înaintat pe subiectul distrugerii armamentelor din depozitul de la Cobasna, din Transnistria. Kozak, în calitate de șef-adjunct al Administrației Federației Ruse și cunoscut pentru Planul Kozak, a declarat că Transnistria este o problemă internă a Republicii Moldova, nu a Rusiei. În cadrul aceleași întrevederi, s-a hotărât retragerea tuturor embargourilor dintre țări.
Într-un interviu, Maia Sandu a declarat că este gata să meargă în Federația Rusă pentru discuții asupra comerțului, exporturilor, conflictului din Transnistria ș.a. Pe de cealaltă parte, viceministrul de externe rus, Andrei Rudenko, a declarat că o vizită oficială a președintei Republicii Moldova la Moscova nu este exclusă. Maria Zaharova a susținut că relațiile diplomatice dintre Chișinău și Moscova au fost sistate temporar în perioada electorală, însă au fost restabilitate treptat.
Ministrul Afacerilor Externe al Federației Ruse, Serghei Lavrov, a acuzat-o pe Maia Sandu în iunie 2022 că încearcă să obțină avantaje atât din partea Uniunea Europene, cât și din partea Rusiei, prin șantajarea Moscovei cu aderarea la UE în cazul în care nu se oferă diverse avantaje economice.
Referitor la părăsirea CSI, Sandu a refuzat să spună direct dacă Republica Moldova va trebui să părăsească CSI pentru aderarea în UE, însă a adăugat că Republica Moldova are avantaje economice de pe urma relațiilor cu Rusia.

## Președinție (2020-prezent)

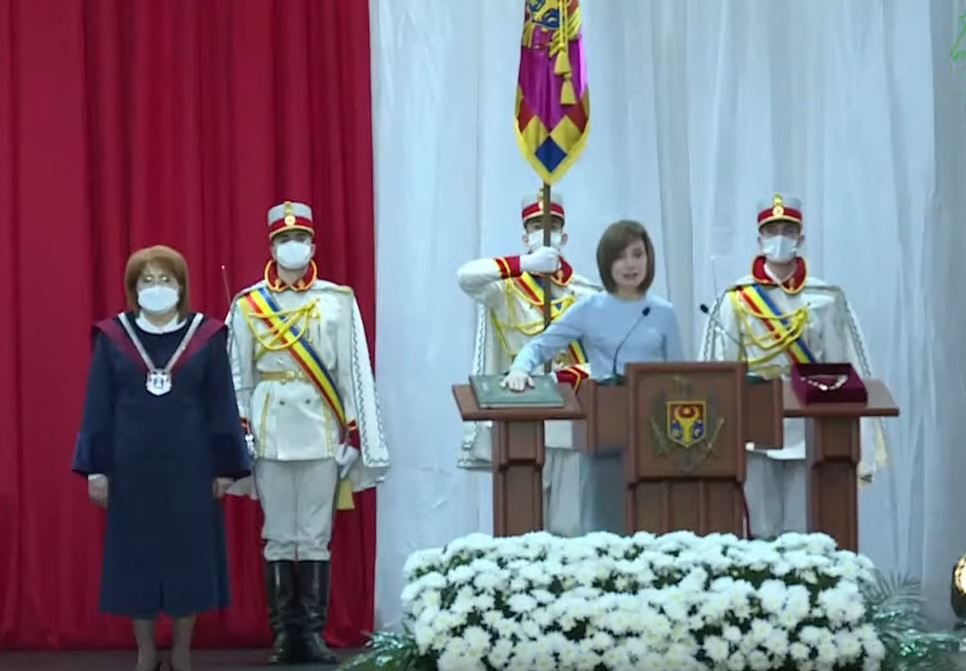
Depunerea jurământului, 24 decembrie 2020

Învestirea oficială a Maiei Sandu în funcția de președinte al Republicii Moldova a avut loc pe 24 decembrie 2020 la Palatul Republicii, în prezența deputaților, foștilor președinți, reprezentanților diplomatici, dar și a mamei și a surorii sale.

### Dizolvarea Parlamentului

#### Candidaturile Nataliei Gavrilița (PAS)
Maia Sandu a chemat fracțiunile parlamentare la consultări privind desemnarea unei candidaturi la funcția de prim-ministru, în 28 decembrie 2020. După ce PAS a eșuat la CC să admită autodizolvarea Parlamentului cu două treimi din voturi, Sandu a reluat procedura de desemnare a unui candidat la funcția de premier. Pe 27 ianuarie, Maia Sandu a desemnat-o pe Natalia Gavrilița la funcția de premier. Ulterior, pe 11 februarie, Gavrilița a obținut zero voturi din partea Parlamentului. Concomitent, PSRM și Pentru Moldova au prezentat candidatura Marianei Durleșteanu, cât și o listă de semnături a 54 de deputați (PSRM, Pentru Moldova și independenți). Maia Sandu a desemnat-o repetat pe Gavrilița, însă CC a stabilit că din moment ce a fost deja respinsă de Parlament nu mai are dreptul de candida din nou. De asemenea, lista celor 54 de deputați semnatari a fost declarată de CC neconstituțională, pe motiv că respectiva majoritate nu a fost formalizată. Sandu a anunțat că nu mai intenționează să mai negocieze cu partidele politice în vederea unui nou guvern și nu va mai desemna vreun prim-ministru. Ea însăși a declarat "ori la alegeri anticipate, ori la referendum (pentru demiterea mea)”.

#### Retragerea Marianei Durleșteanu-moment cheie
Pe 16 martie 2021, Maia Sandu a convocat forțele politice din Parlament pentru consultări privind depășirea crizei politice - majoritatea fracțiunilor parlamentare s-au pronunțat pentru alegeri parlamentare anticipate, după ce criza pandemică va fi rezolvată. În timpul ultimelor consultări, cu PSRM, și-a făcut apariția Igor Dodon, care nu este însă membru al Parlamentului. În același timp, Mariana Durleșteanu și-a retras candidatura, în urma unui mesaj postat pe rețelele de socializare. În acel timp, Igor Dodon nu știa că Durleșteanu și-a retras candidatură, însă Sandu imediat după ce a ieșit de la întrevederea cu Dodon, l-a desemnat pe Igor Grosu. După ce majoritatea parlamentară a părăsit ședința ordinară pe 25 martie, guvernul Grosu a fost respins, fiind astfel întrunită una dintre condițiile de dizolvare a Parlamentului.
Într-un interviu dat la finalul anului 2021, dar publicat în primele zile ale anului 2022, moderatorul Dorin Galben a lăsat să se înțeleagă că retragerea Marianei Durleșteanu a fost realizată prin convingerea acesteia de către anumite cancelarii europene. Maia Sandu nu a infirmat și nici afirmat acestea, însă a declarat că a aflat de momentul retragerii candidatului PSRM-ȘOR abia la sfârșitul consultărilor cu Partidul Socialiștilor și cu Igor Dodon. Mai mult decât atât, a adăugat că a avut foarte puțin timp la dispoziție să discute cu juriștii, iar apoi să iasă cu propunerea decisivă, Igor Grosu, care practic a dus la dizolvarea Parlamentului.

#### Întrunirea condițiilor constituționale de dizolvare a Parlamentului
Articolul 85 din Constituția Republicii Moldova prevede că există două posibilități de dizolvare a Parlamentului:
(1) În cazul imposibilității formării Guvernului sau al blocării procedurii de adoptare a legilor timp de 3 luni, Președintele Republicii Moldova, după consultarea fracțiunilor parlamentare, poate să dizolve Parlamentul.
(2) Parlamentul poate fi dizolvat, dacă nu a acceptat votul de încredere pentru formarea Guvernului, în termen de 45 de zile de la prima solicitare și numai după respingerea a cel puțin două solicitări de învestitură.
Articolul 1 a fost întrunit, deși Parlamentul totuși a avut ședințe între 23 decembrie 2020 și 23 martie 2021. Cu toate acestea, nu a fost votat un executiv, însă au fost înaintate trei candidaturi, dintre care una neconstituțională: Natalia Gavrilița (de două ori) și Igor Grosu. Articolul 2 a fost, de asemenea, întrunit, procedura de vot a Nataliei Gavrilița a avut loc la 11 februarie 2021, fapt ce a deschis termenul de 45 de zile, reprezentând prima tentativă, fiind completat de cel de-a doua tentativă, respectiv Igor Grosu, pe 25 martie. Cele 45 de zile au expirat la 28 martie 2021.
Maia Sandu a chemat fracțiunile parlamentare la consultări privind depășirea crizei politice, cât și pentru stabilirea alegerilor parlamentare anticipate. Pro Moldova, PD, PPDA și PAS au venit chiar vineri, 26 martie, în timp ce PSRM și Pentru Moldova nu s-au prezentat atunci, venind la consultări abia luni, 29 martie 2021. După epuizarea consultărilor, Maia Sandu a anunțat într-o conferință de presă că a sesizat Curtea Constituțională privind întrunirea condițiilor de dizolvare a Parlamentului.
La sfârșitul anului 2021, într-un interviu, Maia Sandu a declarat că pentru dizolvarea Parlamentului a discutat cu alți trei foști președinți ai Republicii Moldova, respectiv Mircea Snegur, Nicolae Timofti și Vladimir Voronin.

#### Starea de urgență
Maia Sandu a propus introducerea stării de urgență pe teritoriul Republicii Moldova, chiar dacă asta ar fi însemnat amânarea alegerilor anticipate. PSRM și Partidul Șor s-au opus la acea vreme în privința unei noi carantine. Însă, imediat după sesizarea CC cu privire la dizolvarea Parlamentului, majoritatea PSRM-ȘOR a votat în Parlament introducerea stării de urgență până la 30 mai 2021. Cu toate acestea, starea de urgență nu a adus nimic nou în ceea ce privește gestionarea pandemiei, aceasta oprind doar dizolvarea Parlamentului. La data de 15 aprilie 2021, Curtea Constituțională a recunoscut întrunirea circumstanțelor dizolvării Parlamentului Republicii Moldova, din cei 5 judecători, trei votând pentru. Maia Sandu s-a prezentat personal la ședința CC pentru a-și susține punctul de vedere, fiind însoțită de Olesea Stamate, consiliera sa pe probleme de justiție. Partidul Acțiune și Solidaritate, Platforma Politică Dreptate și Adevăr, Partidul Democrat din Moldova, Partidul Pro Moldova, cât și Partidul Nostru, prin reprezentanții acestora au recunoscut decizia Curții Supreme drept validă, în timp ce Partidul Socialiștilor, prin Igor Dodon, s-a poziționat împotrivă, anunțând că urmează să fie întreprinse toate modalitățile juridice posibile pentru a bloca procesul. Cu toate acestea, decizia CC este incontestabilă.

#### Criza constituțională
În ședința Parlamentului Republicii Moldova din 23 aprilie 2021, PSRM și Partidul Șor au votat pentru anularea hotărârii din 2019 prin care Domnica Manole a fost investită judecătoare la Curtea Constituțională, cât și o altă hotărâre prin care li se cere demisia celor 3 judecători care au votat pentru dizolvare, respectiv Domnica Manole, Liuba Șova și Nicolae Roșca. Ca răspuns, Curtea Supremă a anunțat că hotărârea nu are efecte juridice și condamnă periclitarea statului de drept, imaginii Curții Constituționale și culturii constituționalismului din Republica Moldova. În aceeași seară, Curtea Constituțională a anunțat că a suspendat cele două hotărâri adoptate de Parlament.

#### Dizolvarea Parlamentului
Maia Sandu a dizolvat Parlamentul la 28 aprilie 2021 și a fixat data alegerilor parlamentare anticipate la 11 iulie 2021. Parlamentul de Legislatură a X-a rămas în funcție până la 23 iulie 2021, însă acesta nu s-a mai întrunit vreodată în ședințe de la acel moment.

#### Alegerile anticipate
„O spun cu toată responsabilitatea, de la această tribună și din prima zi de funcționare a noului Parlament: Din acest moment, declar toleranță zero față de corupție, la orice nivel și în orice instituție. (…) Avem în grija noastră un picior de plai cu pământ roditor, climă prielnică, ape și păduri, Dumnezeu ne-a dăruit mai mult decât altora, avem totul ca să construim gura de Rai în care să ne bucurăm de viață, de cei dragi și de belșug. (…)”
– Maia SANDU 
Partidul Acțiune și Solidaritate, fondat de Maia Sandu în 2015, a câștigat alegerile respective cu 52,80% din voturi, având la redistribuire 63 de mandate din 101, fiind constuită majoritatea parlamentară. La ședința de constituire din 26 iulie 2021, Maia Sandu a participat personal și a ținut un discurs referitor la viitorul Republicii Moldova, declarând toleranță zero corupției. Igor Grosu a devenit președinte al Parlamentului de Legislatură a XI-a. Maia Sandu a desemnat-o pe Natalia Gavrilița pentru a treia oară la funcția de prim-ministru pe 30 iulie 2021. Aceasta a fost votată de către 61 de deputați în funcția de prim-ministră. 

### Războiul din Ucraina (2022)

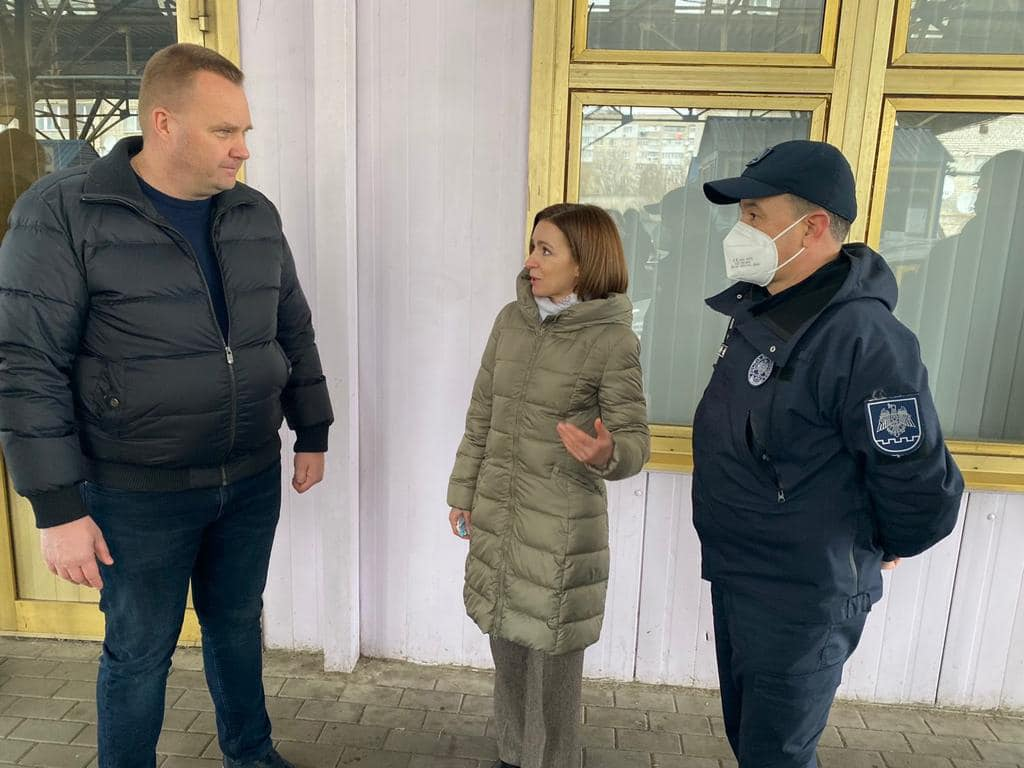
Maia Sandu discutând cu vameșii de la granița cu Ucraina (27 februarie 2022)

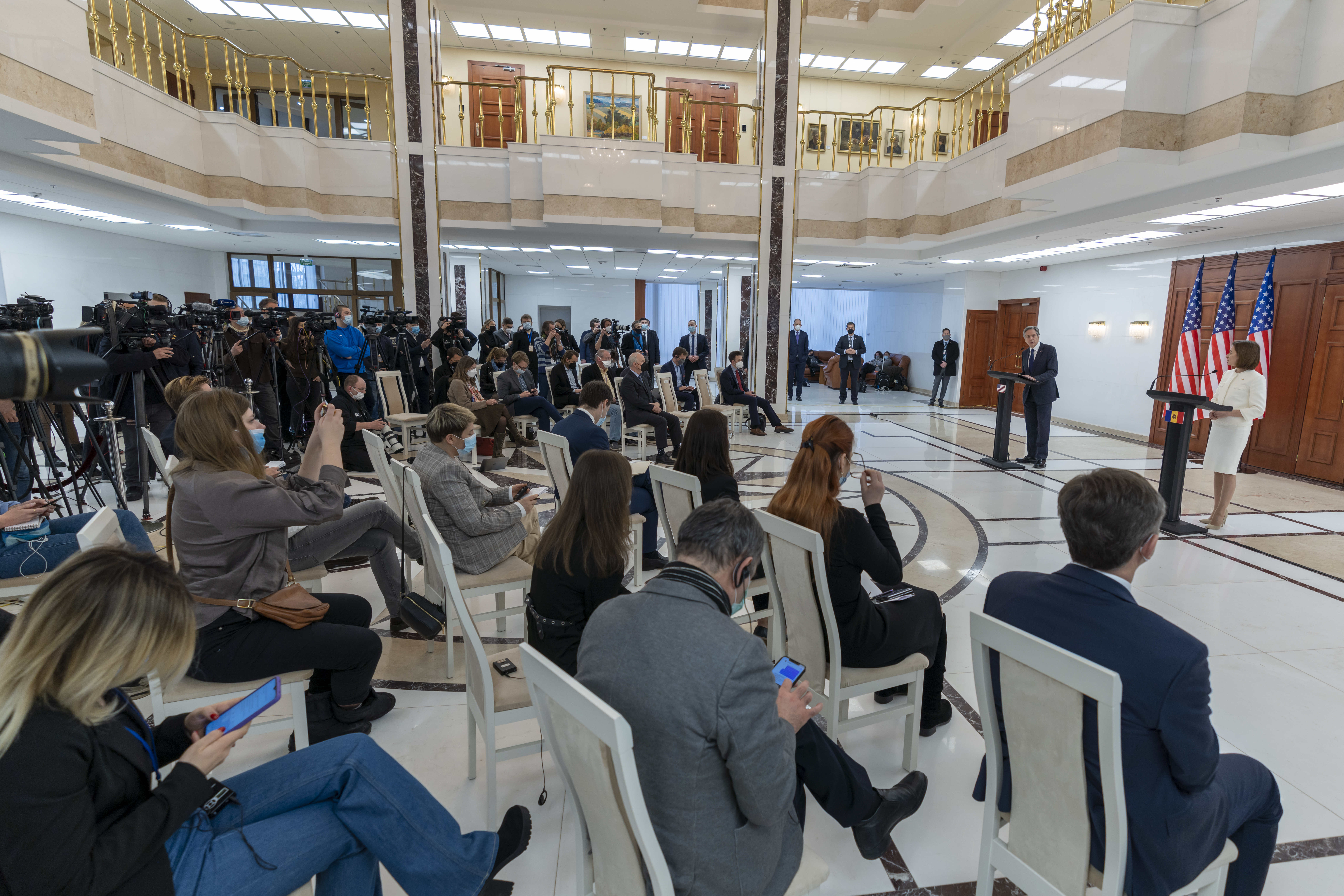
Maia Sandu la conferință de presă cu secretarul de stat american A. Blinken, în contextul crizei din Ucraina (6 martie 2022)

După ce trupele rusești au invadat Ucraina în dimineața zilei de 24 februarie, Maia Sandu a convocat ședința Consiliului Suprem de Securitate al Republicii Moldova, în cadrul căruia s-a decis instaurarea stării de urgență generale pe teritoriul Republicii Moldova. Sandu a catalogat invazia din Ucraina drept o încălcare flagrantă a normelor dreptului internațional. Parlamentul a votat în unanimitate, cu votul a 88 de deputați, starea de urgență, care a intrat imediat în vigoare.

Președintele Republicii Moldova a avut pe 25 februarie o întrevedere generală cu liderii partidelor extraparlamentare. În aceeași zi a avut loc o conferință de presă, în cadrul căreia șefa statului a declarat că Republica Moldova este pregătită să primească refugiați din Ucraina. Aceasta a cerut cetățenilor Republicii Moldova să ajute ucrainenii prin a le oferi adăpost, mâncare și produse de primă necesitate. Totodată, șefa statului a făcut apel la calm, declarând că nu există premise ca Republica Moldova să fie implicată în acțiuni militare.
„Astăzi semnăm cererea de aderare a Republicii Moldova la Uniunea Europeană. Ea este adresată domnului Emmanuel Macron, Președintele Franței, țara care astăzi deține Președinția Consiliului Uniunii Europene. Cererea o depunem în următoarele zile la Bruxelles. (...) Republica Moldova trebuie să aibă un parcurs european clar. Suntem pregătiți să facem totul pentru realizarea acestui obiectiv național fundamental. Cetățenii au ales această opțiune. Ei văd viitorul țării noastre în Uniunea Europeană. Știm care sunt pașii pe care trebuie să-i urmăm și suntem pregătiți de lucru. Pas cu pas, hotărât, vom parcurge toate etapele pentru a construi viitorul prosper și pașnic al cetățenilor din Moldova”
– Maia SANDU 
În seara zilei de 27 februarie 2022, președintele Republicii Moldova s-a deplasat personal la diverse puncte vamale cu Ucraina, unde a stat de vorbă cu refugiații și cu autoritățile. Într-o conferință de presă, Maia Sandu a anunțat la data de 28 februarie că în primele cinci zile ale războiului au intrat 70.000 de refugiați din Ucraina.
Pe 2 martie 2022, șefa statului a avut o întrevedere cu Înaltul Reprezentant al UE, Josep Borrell și Comisarul European pentru Vecinătate și Extindere, Olivér Várhelyi. În cadrul unei conferințe, la sfârșitul discuțiilor cu ușile închise, Maia Sandu a declarat că Republica Moldova urmează să depună o cerere de aderare la Uniunea Europeană. Interlocutorii Maiei Sandu au declarat că nu există un risc ca războiul din Ucraina să se extindă și pe teritoriul Republicii Moldova la acel moment, însă au semnalat dezinformarea ca o problemă serioasă. 
La 3 martie 2022, Maia Sandu a semnat cererea de aderare a Republicii Moldova la Uniunea Europeană. Drept răspuns, o zi mai târziu, autoritățile separatiste din Transnistria au cerut comunității internaționale să recunoască așa-zisa Republică Moldovenească Nistreană, pentru a evita aderarea la Uniunea Europeană. Maia Sandu a catalogat aceste declarații „scoase de la naftalină” și a declarat că susține aderarea inclusiv a zonei transnistrene la Uniunea Europeană. Totodată, a criticat autoritățile separatiste pentru că nu susțin aderarea în UE, însă schimburile comerciale între Transnistria și UE sunt superioare comparativ cu cele dintre Transnistria și Federația Rusă.
Maia Sandu a avut o întâlnire cu secretarul de stat american Anthony Blinken, în 6 martie. Omologul american a felicitat Republica Moldova în numele Statelor Unite pentru gestionarea imigranților care au venit din Ucraina. Până la acea dată, conform declarațiilor, au intrat peste 250.000 de cetățeni ucraineni pe teritoriul Republicii Moldova, iar cei care au rămas pe teritoriul Republicii Moldova au ajuns să cântărească 3% din populația stabilă.

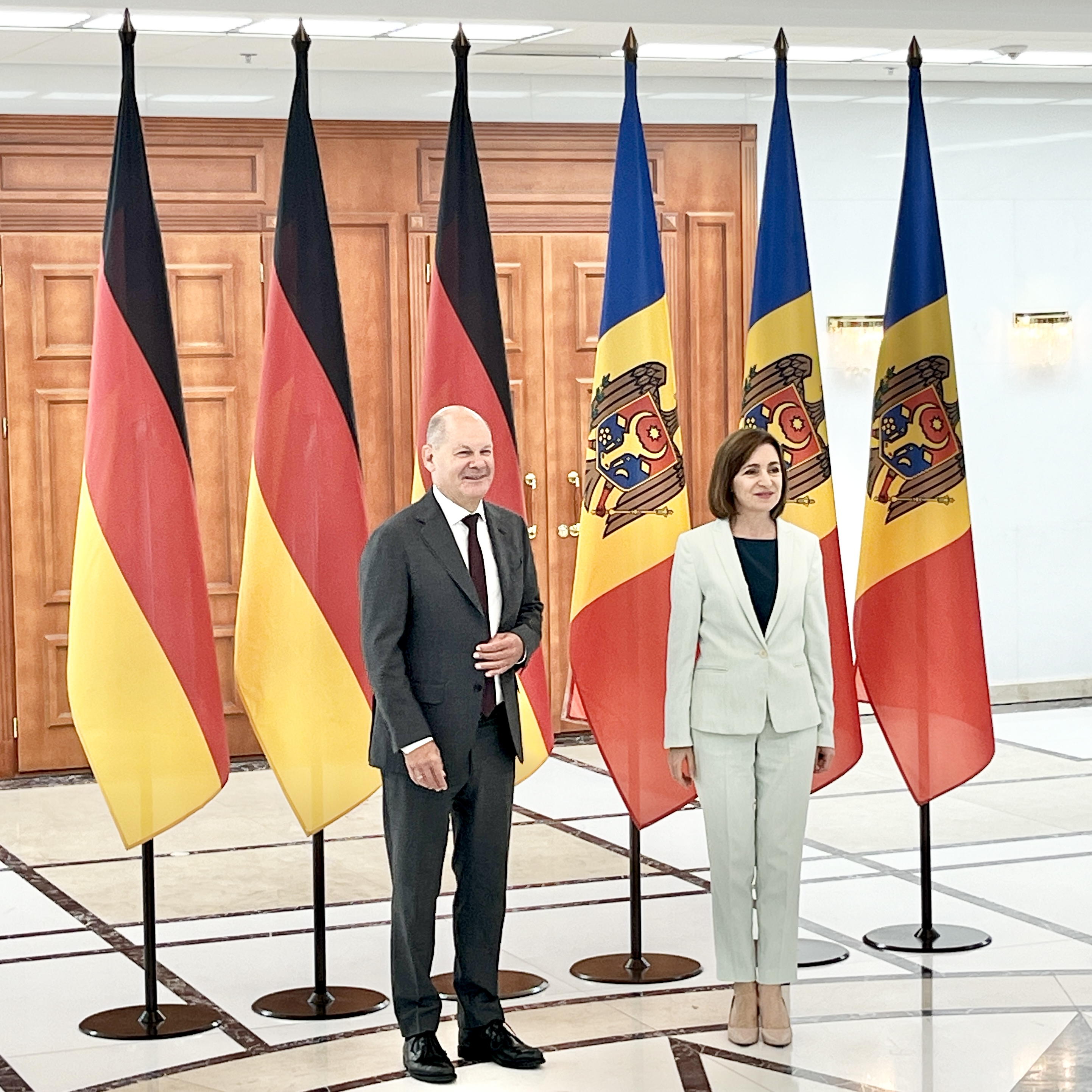
Olaf Scholz și Maia Sandu (August 2024)

Pentru a contracara dezinformarea, guvernul condus de Natalia Gavrilița a deschis un canal de Telegram guvernamental, numit „Prima Sursă”. Pe acesta, autoritățile publică știri adevărate și combat minciunile și dezinformările.
O delegație română formată din președintele României, Klaus Iohannis, și prim-ministrul român, Nicolae Ciucă, au avut întrevederi la Chișinău cu Maia Sandu și Natalia Gavrilița pe 16 martie 2022 prin care partea română a reconfirmat sprijinul oferit pentru Republica Moldova.
Președintele Federației Ruse, Vladimir Putin, a anunțat pe 23 martie că plățile pentru gazul natural exportat de Rusia vor fi acceptate doar în ruble rusești în cazul „statelor neprietenoase”, ca răspuns la sancțiunile pe care occidentul le-a intentat. Viceprim-ministrul Andrei Spînu a anunțat că declarația nu se referă la Republica Moldova.
Pe data de 24 martie, autoritățile SUA au înființat o echipă specială intitulată „Tiger”. Aceasta va avea ca scop schițarea scenariilor referitoare la evoluție ulterioare în contextul conflictului din Ucraina și va evalua riscurile ca trupele rusești să invadeze Republica Moldova.
În urma masacrului de la Bucea, Maia Sandu a proclamat ziua de 4 aprilie 2022 – zi de doliu național, în memoria tuturor victimelor războiului din Ucraina din ultimele 39 de zile.
Atitudinea Administrației Prezidențiale a Republicii Moldova a fost aceea că regimul de la Chișinău nu se aliniază sancțiunilor occidentale asupra Rusiei, menționând neutralitatea înscrisă în Constituție, dar și dependența schimburilor economice dintre RM și Federația Rusă. Maia Sandu a adăugat că asemenea sancțiuni ar putea să provoace destabilizarea țării, împotriva interesului poporului.
La data de 19 aprilie 2022, șefa statului a promulgat legea care interzice simbolurile care au legătură cu războiul, precum literele „Z” și „V”.
Adunarea Populară a Găgăuziei a legalizat utilizarea Panglicii Sfântului Gheorghe, asta deși organul legislativ suprem al Republicii Moldova a adoptat o lege privind interzicerea acestui simbol. Bașcanul Găgăuziei, Irina Vlah, a promulgat legea, asta deși era în contradicție cu legea dată de Parlamentul RM și promulgată de Președintele Republicii Moldova, care deja intrase în vigoare. Curtea de Apel de la Comrat a anulat legea dată de autoritățile găgăuze la scurt timp.
Șefa statului a susținut că Republica Moldova nu va sprijini militar Ucraina, pentru că acest lucru ar însemna încălcarea neutralității, dar a și recunoscut că armata Republicii Moldova nu este performantă și nu poate face mare lucru. În același timp, Republica Moldova a refuzat să ofere Ucrainei aeronavele sale militar MiG 29, aflate sub comanda Forțelor Aeriene ale Republicii Moldova. 
Cu prilejul Zilei Victoriei din 2022, Președintele Federației Ruse, Vladimir Putin, i-a transmis Maiei Sandu o scrisoare de felicitare cu ocazia împlinirii a 77 de ani de la „Victoria în Marele Război pentru Apărarea Patriei” și a rugat-o să le transmită veteranilor cuvinte de sinceră recunoștință și respect, sănătate, longevitate. Astfel de scrisori au fost transmis exclusiv statelor membre ale CSI și republicilor auto-proclamate Donețk, Lugansk, Abhazia și Osetia de Sud. Referitor la Ucraina și Georgia, acesta a preferat să se adreseze doar cetățenilor, nu și administrațiilor.
Referitor la dotarea armatei Republicii Moldova, Maia Sandu a răspuns că „e firesc să nu meargă cu sapa, ci să aibă echipamente”, adăugând că nu vor fi refuzate donațiile și că la moment nu sunt prevăzute achiziții de armament.

#### Destabilizarea situației din Transnistria

Harta Republicii Moldova, incluzând teritoriile aflate sub control separatist

Pe 25 aprilie 2022, aproximativ la ora locală 17:00, au fost raportate o serie de explozii la Ministerul Securității de Stat din Tiraspol. În dimineața zilei de 26 aprilie, Maia Sandu a convocat Consiliul Suprem de Securitate, iar în urma ședinței, aceasta a declarat într-o conferință de presă că în spatele provocărilor ar sta forțele pro-război de dincolo de Nistru. Pe 27 aprilie, în localitatea Cobasna au fost raportate focuri de armă, iar poziția oficială a autorităților separatiste a fost aceea că trupele ucrainene sunt vinovate, mai multe drone survolând ilegal spațiul aerian al Transnistriei, în cursul nopții dinspre 26 și 27 aprilie. Bombardamente au fost raportate și pe aerodromul din Tiraspol și a două antene radio. Autoritățile separatiste au anulat parada militară prevăzută pentru 9 mai, cu ocazia Zilei Victoriei, și au instituit cod roșu de amenințare teroristă.
Președintele Ucrainei, Volodîmir Zelenski, a acuzat Rusia că încearcă să destabilizeze Republica Moldova. Consilierul prezidențial ucrainean, Alexei Arestovici, a declarat că Ucraina este gata să rezolve problema transnistreană „cât ai pocni din degete”. 
Așa-zisul ministru de externe din Transnistria a declarat pentru presa rusă că este necesar de semnat un acord de pace între Chișinău și Tiraspol și că „aproprierea Moldovei de UE și NATO demonstrează încă o dată” drumurile diferite dintre Chișinău și Tiraspol. Liderul separatist Vadim Krasnoselski a îndemnat guvernul de la Chișinău să nu se lase provocat și să continue formatul 5+2 pentru reglementarea pașnică a conflictului. Maia Sandu a afirmat repetat că autoritățile Republicii Moldova insistă asupra găsirii unei soluții pașnice și diplomatice.
Federația Rusă s-a arătat alarmată asupra situației din Transnistria și a acuzat occidentul privind organizarea unor atentate teroriste. Președinția a garantat în schimb că, cel puțin pentru malul drept, nu există riscuri iminente și că teritoriile aflate sub control constituțional sunt în siguranță, dând vina pe forțele pro-război din Transnistria pentru organizarea bombardamentelor.
Pe 28 aprilie 2022, Dorin Recean, consilier prezidențial al Republicii Moldova, s-a întâlnit cu Vadim Krasnoselski, liderul de facto al Transnistriei. Guvernarea de la Chișinău a insistat asupra faptului că autoritățile separatiste nu își doresc implicarea teritoriului în război, deși sunt anumite forțe în interiorul acesteia, mai apropiate de Kremlin, care-și doresc acest lucru.
În mai 2022, Maia Sandu a catalogat, într-un interviu dat pentru The Economist, declarațiile unui general rus cu privire la potențialele mișcări de trupe în Transnistria drept extrem de îngrijorătoare și a menționat că războiul din Ucraina este cel mai dificil moment al Republicii Moldova de la independența sa din 1991.

## Vizite internaționale

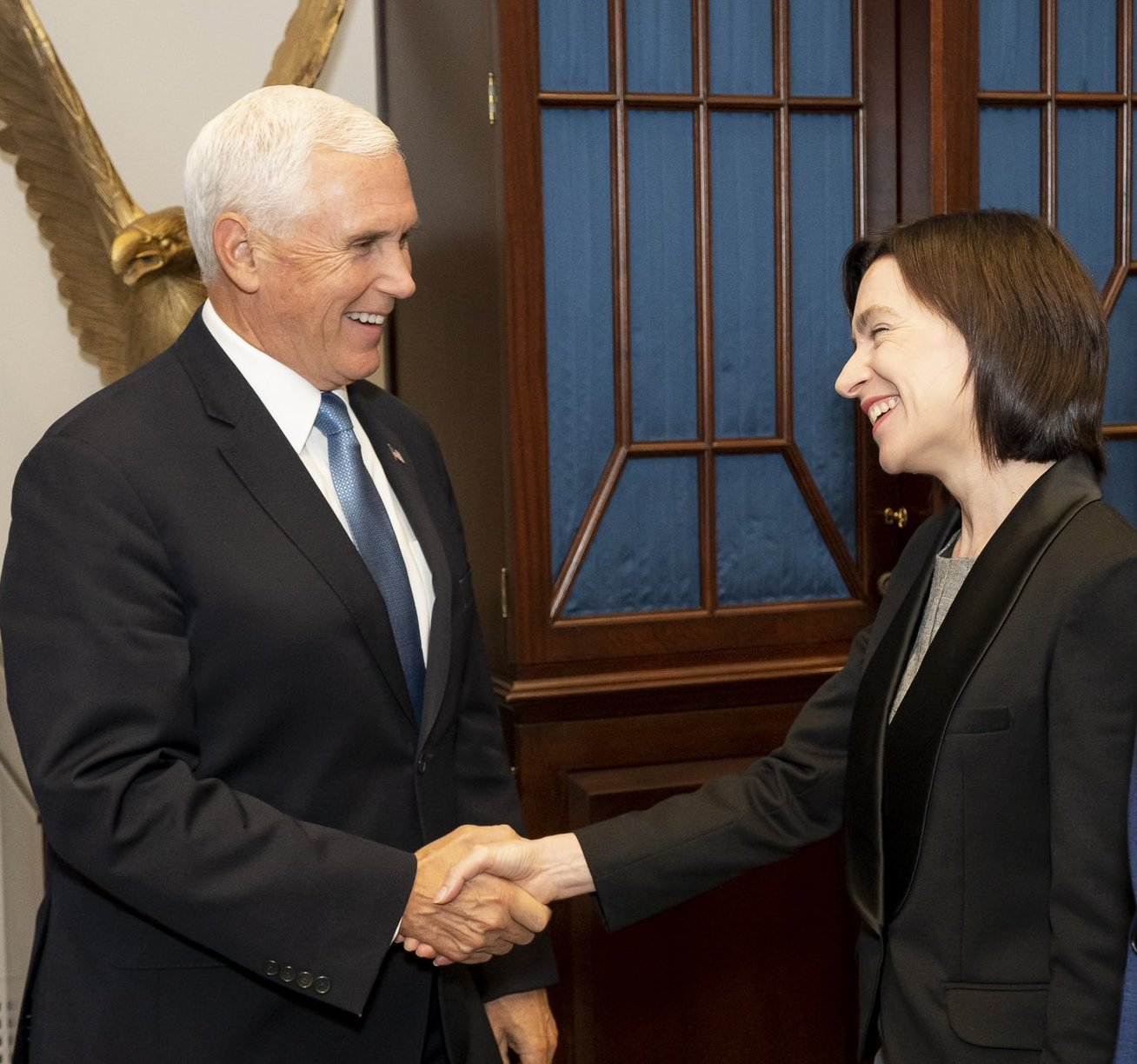
Maia Sandu s-a întâlnit cu vicepreședintele SUA, Mike Pence, în septembrie 2019, când aceasta ocupa funcția de prim-ministru al RM

Maia Sandu a promis încă din campania electorală ieșirea din izolare internațională și construcția relațiilor diplomatice bune cu vecinii. Prima vizită găzduită a unui șef de stat a fost în data de 29 decembrie 2020, Maia Sandu primindu-l la Chișinău pe Klaus Iohannis. În urma întrevederii, a fost semnat un nou pachet de sprijin pentru Republica Moldova, care a constat în special într-o donație din partea României a 200.000 de doze de vaccin. Prima vizită externă întreprinsă în calitate de Președinte al Republicii Moldova a fost în Ucraina, în perioada 11-12 ianuarie 2021, când a avut loc și o întrevedere cu președintele Volodîmir Zelenski. În urma primului an petrecut în funcția de președinte al Republicii Moldova, Maia Sandu a avut 14 vizite externe și a vizitat 18 raioane ale Republicii Moldova.

## Viață personală

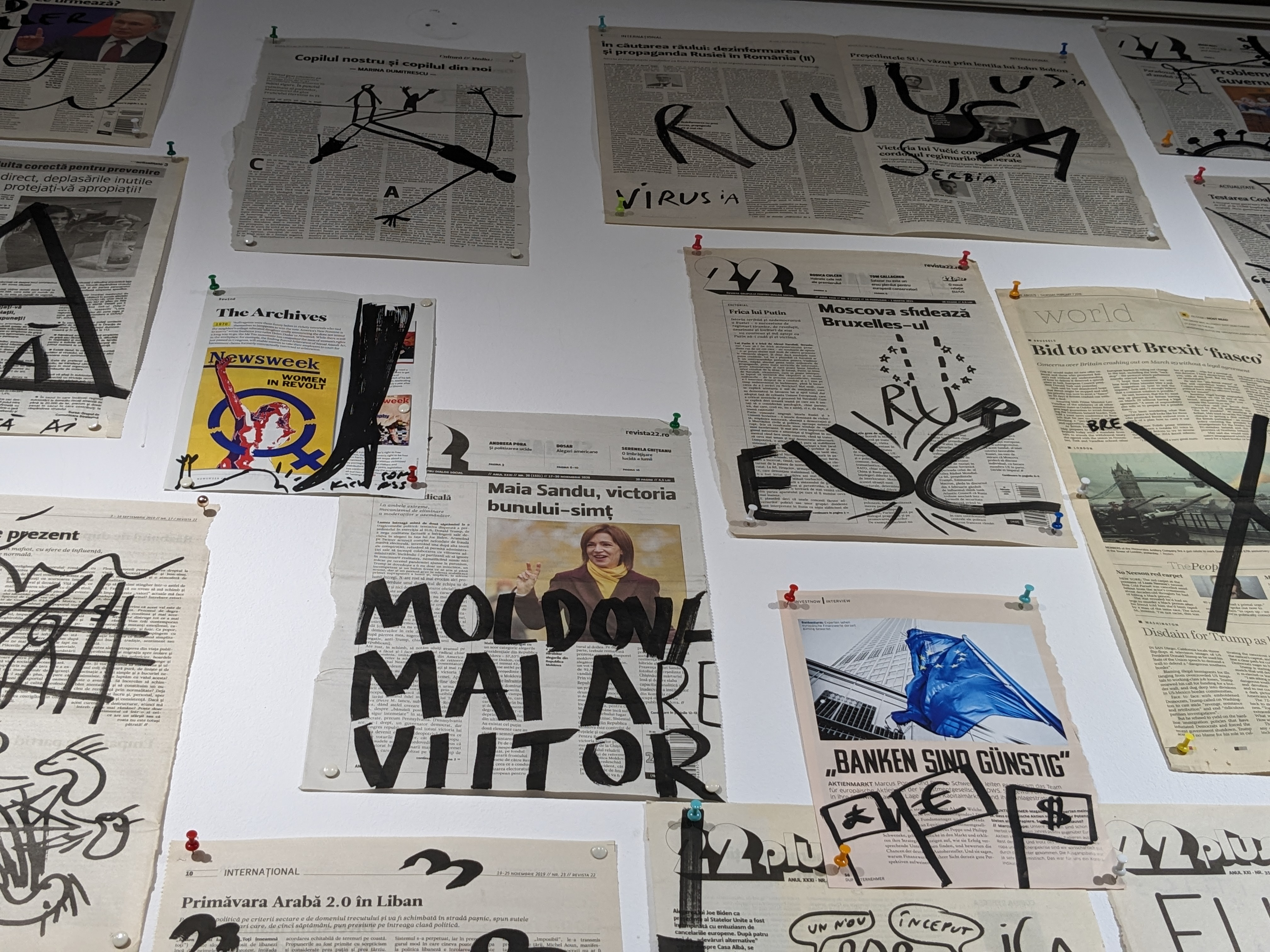
Maia Sandu în lucrarea lui Dan Perjovschi în expoziția "Urgențe" la Muzeul de Artă Brașov, martie 2023.

Maia Sandu nu este căsătorită și nu are copii. Întrebată despre calitățile pe care bărbatul potrivit ar trebui să le aibă, aceasta a susținut că un potențial partener ar trebui să fie onest, respectuos și să își facă timp să aprecieze viața. Totodată, susține că bărbatul ar trebui să facă primul pas și să nu fie prea insistent. În 2019, după ce a fost prim-ministru, a declarat că ia în calcul adopția unui copil. Totodată, a adăugat că provine dintr-o familie numeroasă și nu regretă faptul că nu și-a întemeiat o familie până acum, declarând că ține legătura cu rudele și acest lucru îi ocupă sfera familiei. La sfârșitul anului 2021, a declarat că a renunțat la acest gând pe moment din cauza funcției pe care o are, spunând că nu își poate asuma această responsabilitate enormă.
În timpul unor proteste în 2017, un bărbat s-a apropiat de Maia Sandu și a cerut-o în căsătorie. Aceasta a rămas surprinsă, în timp ce colegii l-au îndepărtat pe individ. De altfel, Renato Usatîi a spus că s-ar căsători cu Maia Sandu și i-ar oferi funcția de prim-ministru ca să uzurpeze puterea în stat împreună pentru 40 de ani.
Vorbește română, rusă, engleză și spaniolă.
Este creștin-ortodoxă și merge la biserică uneori. Întrebată ce întrebare i-ar pune lui Dumnezeu, aceasta a spus că mai bine L-ar asculta, însă a zis că lumea e prea dură uneori și că s-ar fi putut mai bine.

## Controverse

### Pe plan politic

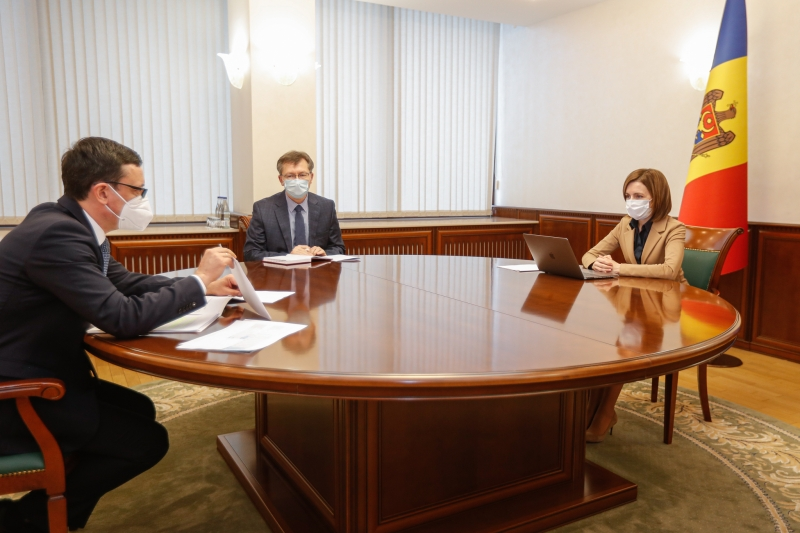
Dodon cu cu guvernatorul BNM, Octavian Armașu, februarie 2020

În septembrie 2016, Maia Sandu a intentat proces împotriva Cancelariei de Stat, cerând să fie prezentată stenograma ședinței de Guvern unde garanțiile din băncile de stat falimentare au fost aprobate (Banca Socială, UniBank și Banca de Economii). Prim-ministrul de atunci al Republicii Moldova, Pavel Filip, a publicat pe pagina sa de Facebook stenograma ședinței de guvern de atunci, când decizia de a adopta garanția către Banca de Economii a fost adoptată. Stenograma a inclus și discuțiile dintre guvernatorul Băncii Naționale a Moldovei Dorin Drăguțanu, fostul prim-ministru Chiril Gaburici și chiar și discursul Maiei Sandu de pe vremea când era ministră a educației. De asemenea, este menționată că decizia a fost votată în unanimitate. Stenograma nu a fost semnată.
Pe 21 februarie 2019, Sandu și candidații din blocul ACUM, de pe ambele liste, au semnat un angajament public prin care se obligă să nu facă vreo coaliție politică nici cu Partidul Democrat, nici cu Partidul Socialiștilor și nici cu Partidul Șor. În caz contrar, vor demisiona din funcția de deputat în Parlamentul Republicii Moldova. Ea însăși a încălcat acordul după ce a fost formalizată majoritatea parlamentară temporară între PSRM și ACUM, în iunie 2019, prin care Maia Sandu a ajuns prim-ministru al Republicii Moldova.
În 2019, Platforma DA (aflată la guvernare cu PAS) a propus un proiect de lege prin care supermarketurile să comercializeze cel puțin 50% marfă autohtonă. Proiectul a fost retras de către Guvernul Sandu, înainte să fie votat în lectură finală, aceasta apărându-se că a vrut să îmbunătățească proiectul, dar că între timp a fost demisă din funcție. Partidul Socialiștilor și Platforma Pentru Moldova a votat un proiect de lege similar în decembrie 2020, dar care nu a fost promulgat de Sandu, în calitate de președinte. Alexandru Slusari, în calitate de inițiator al proiectului din 2019, a acuzat-o pe Maia Sandu că a încercat să se folosească de Acordul de Asociere și de directiva Parlamentului European din 17 aprilie 2019 privind combaterea practicilor comerciale neloiale ca argumente pentru renunțarea adoptării, doar că proiectul de lege nu le încalcă. Tot Slusari a acuzat în 2022 și Guvernul Gavrilița că încearcă înlăturarea prevederilor și i-a cerut demisia ministrului economiei, Sergiu Gaibu.

### Pe plan istoric
Referitor la mareșalul României Ion Antonescu, Maia Sandu a declarat în 2018 despre el că este o figură istorică despre care se pot spune atât lucuri bune, cât și lucruri rele. Declarațiile ei au fost criticate de Comunitatea Evreilor din Moldova (CERM), care a exprimat, printr-o scrisoare deschisă că lipsa în legislația Republicii Moldova a sancțiunilor pentru negarea Holocaustului și glorificarea fascismului permite unor lideri de opinie și lideri politici de a nu fi trași la răspundere pentru asemenea fapte, aceștea creîndu-și imaginea publică prin interpretarea sau revizuirea faptelor istorice și incitând la discriminare și ură inter-etnică și inter-religioasă. Sandu a răspuns la acuzații cum că regretă că spusele ei au fost obiect de interpretare, iar atitudinea ei referitoare la regimul criminal din secolul 20, fie el nazist sau comunist, având milioane de vieți pe conștiințe, este foarte bine știută ca fiind negativă, fără echivoc. Ion Antonescu a fost un criminal de război, condamnat de comunitatea internațională pentru crime împotriva evreilor și romilor.